# شتيفان روزوتسكي
ستيفان روزوتسكي (بالألمانية: Stefan Ruzowitzky) (و. 1961  م) هو مخرج أفلام، وكاتب سيناريو نمساوي، ولد في فيينا.

## مناصب
تولى منصب رئيس، Academy of Austrian Film ‏ (منذ 2012).

## التعليم
تعلم في جامعة فيينا.

## أعمال بارزة
من أهم أعماله:
- المزورون
- ليلي الساحره: التنين والكتاب السحري
- سقوط قتلي.

## جوائز
حصل على جوائز منها:
- Culture Medal of Upper Austria  [لغات أخرى]‏ (2007)
- رومي  [لغات أخرى]‏.

## وصلات خارجية
- شتيفان روزوتسكي على موقع IMDb (الإنجليزية)
- شتيفان روزوتسكي على موقع مونزينجر (الألمانية)
- شتيفان روزوتسكي على موقع قاعدة بيانات الأفلام العربية
- شتيفان روزوتسكي على موقع ألو سيني (الفرنسية)
- شتيفان روزوتسكي على موقع أول موفي (الإنجليزية)
- شتيفان روزوتسكي على موقع قاعدة بيانات الأفلام السويدية (السويدية)
- شتيفان روزوتسكي على موقع قاعدة بيانات الفيلم (الإنجليزية)
- شتيفان روزوتسكي على موقع كينوبويسك (الروسية)